# 图福加·埃菲
图普阿·塔马塞塞·图普奥拉·图福加·埃菲（Tupua Tamasese Tupuola Tufuga Efi；1938年3月1日—），又称图伊阿图阿·图普阿·塔马塞塞·埃菲 ，萨摩亚第二任國家元首。

## 生平
1938年生于萨摩亚。他是1962－1963年薩摩亞國家元首图普阿·塔马塞塞·米阿列的儿子。毕业于新西兰威靈頓維多利亞大學。1976年至1982年，担任总理。1985年至1988年，担任副总理。 2004年任国家副元首。2007年6月16日，当选萨摩亚第二任国家元首，任期五年。2012年7月连选连任国家元首。